# Platja de l'Estany Tort
La platja de l'Estany Tort és una platja natural del municipi de l'Ametlla de Mar (Baix Ebre), situada a ponent de la urbanització la Cala Nova, que la separa de la platja de Xelin, en una cala que forma un port natural, utilitzat fins als anys 1920 pels pescadors. Té una longitud de 58 metres i una amplada de 93 metres, formada per sorra fina i mitjana i còdols, amb aigües poc profundes, molt apropiades per a la pràctica del submarinisme i la fotografia subaquàtica. Al rereplatja es formen dunes movents, d'uns 400 m², amb comunitats de borró (Ammophila arenaria).
A la platja hi desemboca el barranc de l'Estany Tort, on s'hi forma una llacuna litoral, amb presència del samaruc, peix en perill crític d'extinció.